# Actinote parapheles
Actinote parapheles är en fjärilsart som beskrevs av Jordan 1913. Actinote parapheles ingår i släktet Actinote och familjen praktfjärilar. Inga underarter finns listade i Catalogue of Life.